# Scoutshanddruk

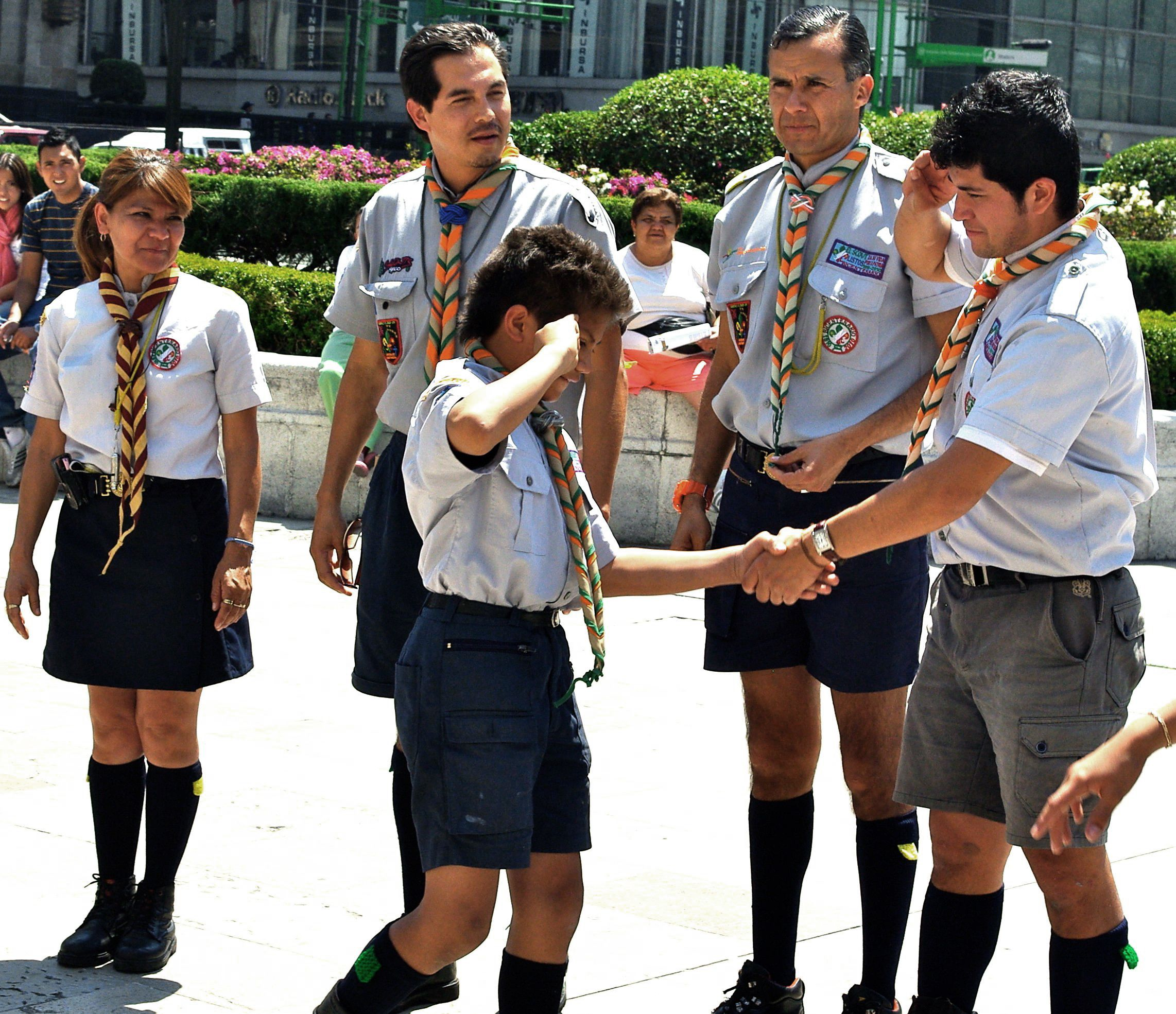
Scoutshanddruk

De linkshandige scoutshanddruk is een manier waarop een scout of gids en andere scout of gids begroet en wordt wereldwijd door leden van de scouts- en gidsenbeweging gebruikt bij het begroeten van andere scouts. De handdruk wordt gemaakt met de hand die het dichtst bij het hart ligt (linkerhand) en is een teken van vriendschap. In de meeste situaties is de handdruk stevig en zonder de vingers te verstrengelen. De handdruk wordt doorgaans niet gegeven als men niet in uniform is. Er zijn ook verschillende varianten van de handdruk onder de verschillende nationale scoutinggroepen. Zo geeft men in Vlaanderen de linkerhand met een uitgestoken duim en pink waarin de tegenpartij zich vastgrijpt om de hand te kunnen drukken.
De handdruk wordt vaak gedaan in combinatie met de drievingerige scoutsgroet met de rechterhand.